# Madonna in Ketten
Madonna in Ketten ist ein deutsches Filmmelodram aus dem Jahre 1949 von Gerhard Lamprecht mit Lotte Koch, Karin Hardt und Elisabeth Flickenschildt in den Hauptrollen.

## Handlung
Die Ärztin Maria Randolf gerät in den Verdacht, in die illegalen Machenschaften ihres Mannes, Generaldirektor Randolf, verwickelt zu sein. Doch Maria ist unschuldig und überdies auch noch hochschwanger. Sie will erst ihr Kind gesund zur Welt bringen und sich dann der Polizei stellen. Nachdem sie für das Neugeborene eine Unterkunft im Heim für Findelkinder gefunden hat, ist Maria bereit, die Strafe anzutreten. Insgesamt drei Jahre muss sie in einer Frauenhaftanstalt verbüßen. Ihr Mann ist derweil längst abgetaucht. Als Randolf im Sterben liegt und seine Frau entlassen werden soll, bestätigt er die Unschuld Marias. 
Maria Randolf sucht nach ihrer Haftentlassung augenblicklich die Nähe ihres zwangsweise zur Adoption freigegebenen Kindes, das inzwischen bei Adoptiveltern, Professor Wienholt und seiner Gattin, eine neue Heimat gefunden hat. Maria Randolf bemüht sich dort mit Erfolg um die Stelle eines Kindermädchens. Rasch gewinnt sie das Vertrauen der Kleinen, und beide werden ein Herz und eine Seele. Als die Wienholts davon erfahren, wer in Wahrheit ihr neues Kindermädchen ist, haben sie Verständnis für Marias Handeln und geben das Mädchen frei und der leiblichen Mutter zurück. Maria kann mit ihrer Tochter und ihrer neuen Liebe, dem einstigen Studienkollegen Dr. Peter Gellert, ein neues Leben beginnen.

## Produktionsnotizen
Gedreht wurde Madonna in Ketten im Sommer 1949 im Hochbunker von Düsseldorf-Benrath (Atelieraufnahmen) und im Frauengefängnis Anrate (Kreis Kempen) sowie in der Landschaft rund um Wuppertal-Cronenberg (Außenaufnahmen). Die Uraufführung erfolgte am 3. November 1949 in Köln, die Berliner Premiere fand am 2. März 1950 statt. 
Produzent Franz Vogel war auch Produktionsleiter. Alfred Bütow gestaltete die Filmbauten, Irmgard Hartmann die Kostüme.

## Kritik
Im Lexikon des Internationalen Films heißt es: „Sentimentales und wenig glaubhaftes Familiendrama.“